# Palau Michiel dalle Colonne
El Palau Michiel dalle Colonne és un palau de Venècia, situat al barri de Cannaregio i amb vistes al Gran Canal, al costat del Palau Michiel del Brusà i no gaire lluny de Santa Sofia.Davant del palau hi ha el Campo della Pescaria, la zona on se celebra el mercat de Rialto.

## Història
L'edifici podria haver estat construït al segle XIII per la família Grimani, l'escut de la qual està esculpit en un pou contemporani situat al pati adjacent a l'entrada. Originalment es pretenia seguir l'estil venecià-romà d'Orient típic de l'època, amb línies molt similars a les de la propera Ca' da Mosto.
Encara pertanyia a la família Grimani l'any 1500, quan va ser immortalitzat al famós mapa de Jacopo de' Barbari: consistia en un volum compacte de planta rectangular, desenvolupat en tres nivells, amb una façana tripartida i una teulada a dues aigües; la base ja es caracteritzava per la loggia de set arcs que donava nom a l'edifici, coronada a la planta superior per una finestra polifora amb dos parells de finestres a cada costat. El pòrtic, de fet, té unes característiques que el daten del segle XIV.
Des del 1661 el palau ha estat testimoniat com a propietat d'una branca de la família Zen que va rebre el sobrenom, com no era d'estranyar, de "les Columnes". Els devem la reconstrucció parcial de la residència basada en un disseny d'Antonio Gaspari, acabada el 1697.

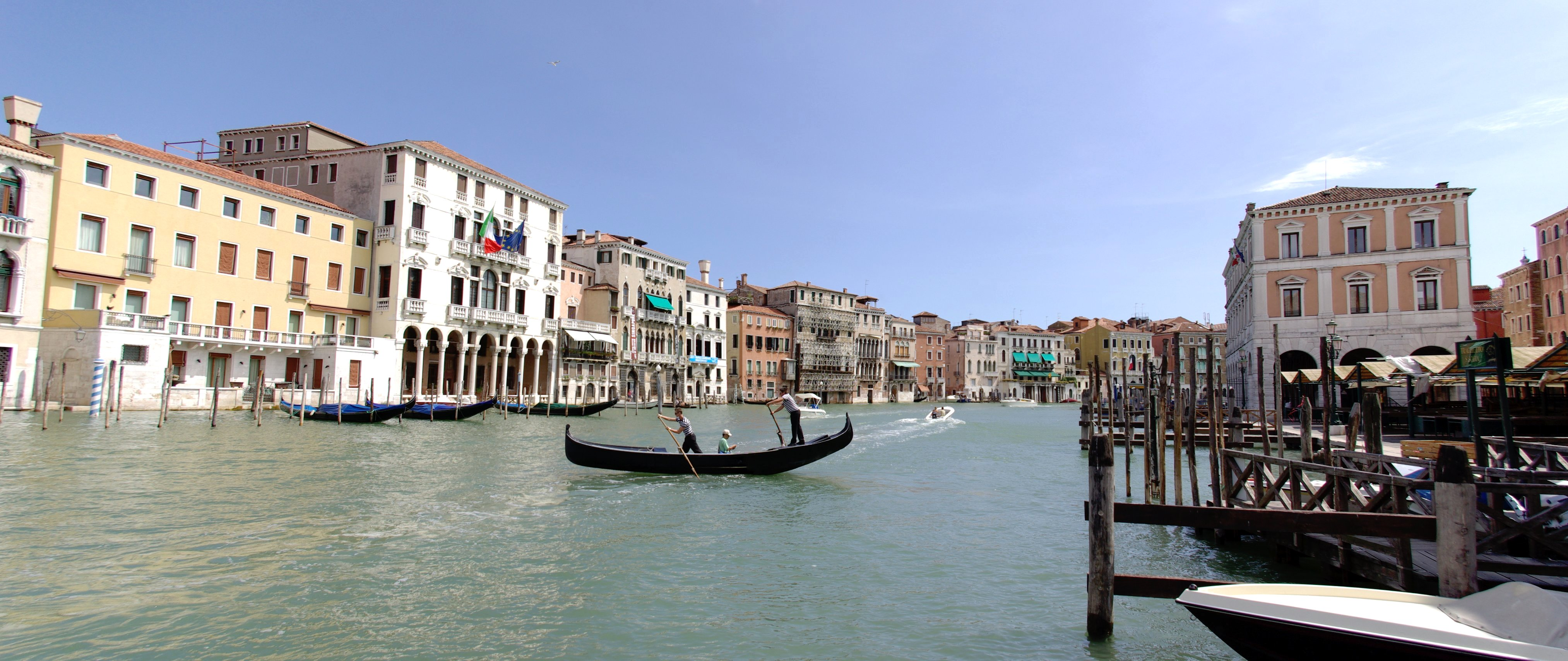
Vista del palau al Gran Canal

El 1702 el palau va ser venut a Ferdinando Carlo di Gonzaga-Nevers, l'últim duc de Màntua i Monferrato. Hi va viure permanentment des del 1706, quan va ser expulsat pels austríacs que havien sortit victoriosos de la Guerra de Successió Espanyola.
El 1712, després que el duc hagués mort uns anys abans (1708), el palau va ser adquirit per la família Conigli, nobles de Verona. Sembla que mai la van fer servir i el 1714 la van vendre a una branca dels patricis Michiel, que ja posseïen diverses altres propietats disperses entre Santa Sofia i els Santi Apostoli. Igual que el Zen anterior, aquesta línia també va adoptar l'especificació "dalle Colonne".
Els Michiel són els responsables de posteriors intervencions, tant per renovar el palau després d'anys d'abandonament, com per crear una unió arquitectònica amb una altra propietat adjacent, el palau Michiel del Brusà.
El 1716 va acollir el príncep elector Frederic August I de Saxònia (futur rei de Polònia) i el duc Carles Albert de Baviera (futur emperador), que van venir a presenciar les "forces hercúlies" que els Nicolottis estaven intentant desplegar.
La major part de les decoracions interiors daten del 1775, probablement creades per Michelangelo Morlaiter i Francesco Zanchi amb motiu del casament entre Marcantonio Michiel i Giustina Renier.
Durant la primera meitat del segle XIX es van produir més transformacions que van afectar l'organització dels interiors. El 1834 les propietats van passar al nebot de Giustina Renier, Leopardo Martinengo, i després van ser heretades, el 1884, per la família Donà delle Rose.
A la dècada del 1930 l'edifici va ser venut a la Federació Provincial de Grups de Combat Feixistes i va acollir la seu feixista veneciana (per aquest motiu va ser rebatejat com a "Ca' Littoria"). Després de la Segona Guerra Mundial, després d'un període d'ocupació per part de persones desplaçades i organitzacions sindicals, que el van convertir en la seu de la Cambra de Treball amb el nom de "Ca' Matteotti". Però el 1954, amb la intervenció de la unitat de resposta ràpida, l'edifici va ser desallotjat i retornat a l'estat.
L'edifici està actualment registrat entre els béns públics pertanyents a la branca historicoartística, ja que està subjecte a una restricció d'interès historicoartístic per part de la Superintendència del Patrimoni Cultural de Venècia. El palau va ser sotmès a obres de restauració entre el 2002 i el 2003.

## Descripció
L'edifici, amb les seves formes perfectament simètriques, consta de tres nivells més un entresol a les golfes. Hi ha dues plantes principals, de mida i estructura similars.
La façana del palau és d'estil barroc, però està influenciada per la tradició veneciana-romana d'Orient en el seu tret més distintiu, el pòrtic de la planta baixa: aquesta és l'única part de la façana del segle XVIII que recorda les característiques de l'antic palau; tanmateix, les alteracions es poden veure en la presència, entre els sis arcs de mig punt sostinguts per columnes, d'una finestra serliana, un dels elements arquitectònics més utilitzats per Gaspari.
El tema de la finestra serliana es repeteix a les plantes principals, on n'hi ha dues de superposades, entre parells de finestres rectangulars monófores, totes coronades per timpans molt particulars: cadascun està trencat centralment per allotjar busts de pedra.
Totes les obertures de la façana, inclòs el pòrtic i les sis petites finestres monófores de l'entresol, estan tancades per una balustrada.
A l'interior hi ha uns estucs de la segona meitat del segle XVIII, obra de Michelangelo Morlaiter.